# Eumerus wainwrighti
Eumerus wainwrighti är en tvåvingeart som först beskrevs av Charles Howard Curran 1938.  Eumerus wainwrighti ingår i släktet månblomflugor, och familjen blomflugor. Inga underarter finns listade i Catalogue of Life.